# 经济学
經濟學（英語：Economics），為研究商品和服務關係的社會科學，包括其中所有的購買、生產、分配和消費等行為。
普通經濟學側重於研究經濟主體和客體之間的實力變化，並在經濟繁榮或衰退時總結出歷史規律，找到最優解。個體經濟學會分析何者才是經濟中對人類有利的要素，如市場機能、財產權、貸款、欠債及其間的交互作用；個體經濟以家庭、公司、買家和賣家為基本單位。總體經濟學則會分析國家範圍的銀行、儲蓄、股票和投資之間的交互作用，以及勞動力、資本、土地資源和通貨膨脹的利用，以便做出對國家有利的公共政策。
經濟學中還包括實證經濟學和規範經濟學，實證經濟學重點描述“是什麼、不是什麼”，而規範經濟學提倡“該做什麼、不該做什麼”；以及包括經濟理論與應用經濟學間、理性經濟學和行為經濟學間、以及主流經濟學和異端經濟學間的關係。
經濟分析可以應用於整個社會，包括商業、金融、網絡安全、醫療保健、工程和政府。它也適用於犯罪、教育、家庭、女性主義、法律、哲學、政治、宗教、社會制度、戰爭、科學和環境。

## 詞源
英文中的经济学，即“Economics”一词源於希臘文的“οἰκονομία”，原意是「節約的人，負責管理家庭瑣事的人」的意思；而這個詞是另一個希臘名詞“οικονομικός”轉換寫法而來，意思是“調停兩家人之間紛爭的職業”；最後，“οικονομικός”一詞又由“οἶκος”和“νόμος”兩個詞組成，“οἶκος”代表「家」，代表“νόμος”「慣習法」。從這個詞彙的詞根的發展就可以看出，西方如何逐步使經濟學概念明確化。
中文裏的经济学一詞源于“经世济民”，原意是“使社会繁荣，百姓安居”；隋朝王通《文中子》：“皆有经济之道，谓经国济民”，雖然中國古代對經濟有模糊的概念，但並沒有對此定下任何一個名稱，也無明確定義。“經濟+學”的造詞組合為明治維新時期由日本人所創，但具體發明人不明。清朝末年的1897年，贵州学政严修奏请愛新覺羅朝廷开设“经济特科”，此成为中國经济学研究之伊始。

## 定義
由於現代有好幾種不同的經濟學理論，每個理論對經濟學都有不同說法，故而有非常多自相矛盾的定義，蘇格蘭哲學家和經濟學家亞當·斯密在1776年將政治經濟學定義為「國民財富的性質和原因的研究」。他說：
經濟政治學是一門政治家或立法者的學問，研究如何同時提供人民基本的物質所需和充足的利潤、同時對地方或國家的公家部門提供足夠的經費。
讓-巴蒂斯特·賽伊在1803年將經濟學從公共政策裡獨立出來，並定義其為對於財富之生產、分配、和消費的學問。另一方面，托马斯·卡莱尔則譏諷經濟學為「憂鬱的科學」（Dismal science），不過這一詞最早是由马尔萨斯在1798年提出。约翰·斯图尔特·密尔在1844年提出以社會科學定義經濟學的角度：
以科學角度研究人類社會在創造財富的總體過程中必然存在的現象法則，這不包含那些不屬於這個過程的題材。
阿尔弗雷德·马歇尔則在1890年的《經濟學原理》一書中，將經濟學分析的領域從單純財富創造擴展出去，並且包含不只是社會上、同時也是個體上的層次：
經濟學研究人平常生活的大小事情，如他怎麼謀生、他怎麼消費。故此，經濟學在一方面是研究財富的生成，但在另一方面，研究的是人類本身。
羅賓斯爵士則在1932年提出公認「至今最為通用的經濟學定義」：
經濟學是一門研究人類在有限的資源情況下作出選擇的科學。
羅賓斯認為，此定義注重的不是以經濟學「研究某些行為」，而是要以分析的角度去「研究行為是如何被資源有限的條件所改變」。一些人批評此定義過度廣泛，而且無法將分析範疇侷限在對於市場的研究上。然而，自從1960年代起，由於理性選擇理論和其引發的賽局理論不斷將經濟學的研究領域擴張，這個定義已為世所認，但仍有對此定義的批評。
經常以經濟學作為分析其他領域學科的經濟學家蓋瑞·貝克則認為，理想的經濟學定義應該「綜合對於利益最大化行為、偏好穩定的特質、以及市場均衡。」

## 個體經濟學
個體經濟學研究經濟體系中最基本單元（個體、企業）的經濟行爲，重視需求與供給如何影響個人、促成交易並形成市場均衡價格。
微觀經濟學關注人類之決策和行爲如何影響物品和服務的供給和需求、誰負責決定價格、或者反過來，價格怎樣決定物品和服務的供需量。
個體經濟學的目的在於，透過分析形成衆多物品和服務相對價格的市場機制，以及這些有限資源如何配置在不同的用途上，在這裏效率問題並非首要。微觀經濟學並不太重視經濟效率問題，因爲那可從規範經濟學獲得答案。不僅如此，微觀經濟學還分析市場失靈，究竟市場哪處無法產生有效率的結果及在完全競爭的條件下，描述市場的理論上應當情形。這學科的重要範圍包括：一般均衡理論、信息不對稱下的市場、博弈論的經濟活動應用和市場系統內的經濟物品彈性問題。

### 經濟發展
經濟發展指的不只是一個經濟體裡生產的增加和總體成長，也包括了這些發展對於體制內所帶來的改變，亦即均衡變動及新均衡的達成。經濟發展為個體經濟學的概念，並且與經濟成長有密切關係，經濟成長可以在沒有經濟發展的情況下達成，但經濟發展永遠會導致經濟成長。

### 市場

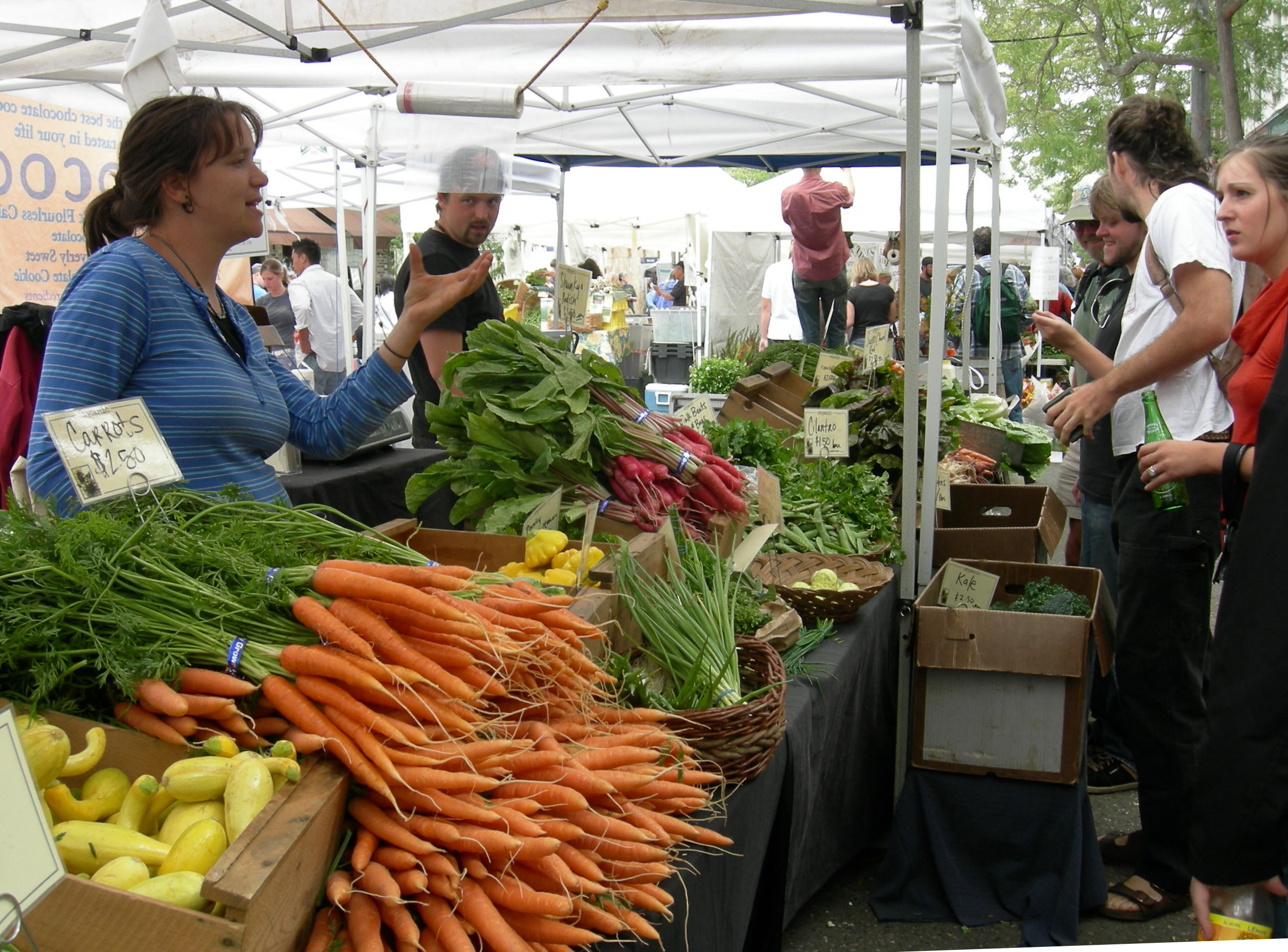
經濟學家研究交易、生產和消費的決策，例如對於傳統市場的研究。

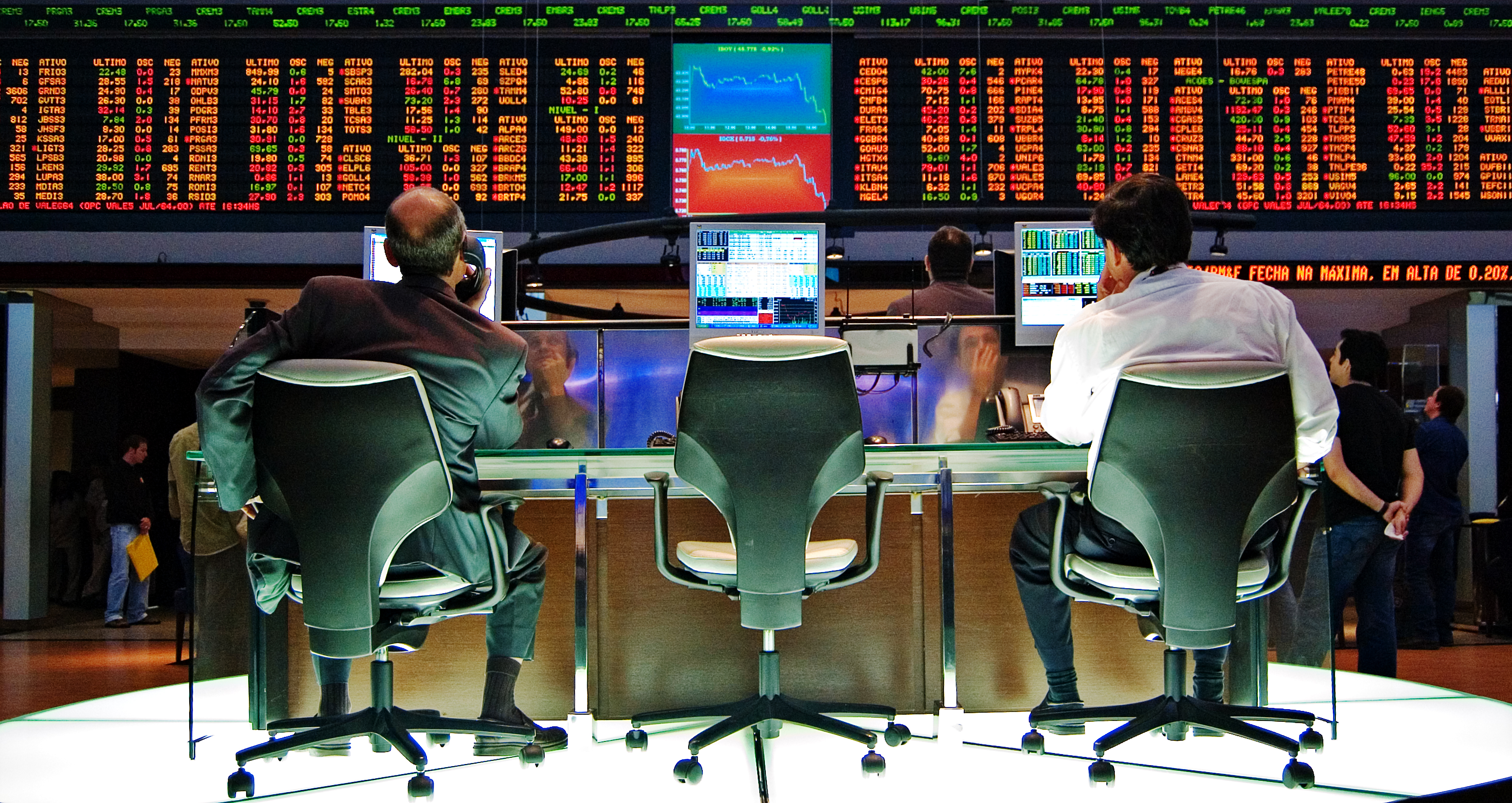
在虛擬市場裡，買家和賣家不一定會在現場，而是透過中間媒介和電子資訊進行交易。

個體經濟學以經濟角度研究個體決策者在市場上的行為和市場形式，含括私人、民間、政府等決策單位，個體經濟學研究這些決策單位如何在市場上互動（假設交易品有稀缺性）。一個市場有可能是在交易產品（例如蘋果、鋁、或手機），或是交易生產要素的服務。個體經濟學認為，市場總體由眾多個體的買家和賣家所組成，便可對財貨的可能價格（亦即供給和需求）做出詳細研究。透過市場上決策者的互動研究，個體經濟學認為市場的供需會隨著時間趨向於均衡。
個體經濟學同時也研究各種市場的結構，完全競爭指的是在一個沒有個別參與者可以透過市場力量單邊設立價格的市場結構，換言之，在完全競爭下各交易者均為價格接受者，他們的買賣行為對於市場的價格不會有影響。不完全競爭指的則是完全競爭不存在的情況，例子包括了壟斷（只有一個賣家販賣某樣產品）、双头垄断（兩個賣家）、寡占（少數賣家）、壟斷性競爭（有多個賣家販賣異質性產品）、買方壟斷（單一買家）、買方寡佔（少數買家）。有別於完全競爭，在不完全競爭下，市場力量是不平均分配的。也因此，在不完全競爭下的公司有可能成為價格「制定者」，亦即藉由高度的市場佔有率，他們可能可以影響價格的形成。
個體經濟學對於個體市場的研究，是建立於單一市場裡的行為並不影響其他市場之假設上，這種分析又稱為局部均衡分析（供給和需求），這種做法將經濟行為的總和放在一個市場之上。一般均衡理論則是研究各種市場的行為，研究的領域則包含所有市場，研究的是市場裡的改變、以及趨向均衡的過程。

### 生產、成本和效率
在個體經濟學裡，生產指的是從投入到輸出的過程，這是一種透過投資來創造可以直接使用或用以交易的財貨的過程。生產是一種具有時間性的過程，也因此並不是即時的，而是經過一段時間產出某種數量的產品。這個過程中，可以區分的包括了消費產品（食物、理髮等）以及投資產品（機械、建築、道路等）、公共物品（警察、消防局等）或私有物品（電腦、香蕉等）、以及國防生產與民間生產的取捨。
機會成本指的是生產的經濟成本，即選擇不進行某項生產、而其省下的資源可以用來進行的次要理想的生產。由於資本和時間都是有限的，人只能從許多看起來理想又可行的方案中擇一，這種問題又反映出了稀缺與選擇之間的消長。由於任何經濟行為都有機會成本存在，這使得有限資源必受有效利用，故進行經濟行為的理性準則並非取決於某項行為「好不好」，而是某項行為「是否是最有價值的選擇」。對於機會成本的計算不只限於金錢上或金融上的考量，更含括計算實際成本的因素、其他生產可能的損失、以及休閒等會構成機會利益的因素。
生產中使用的投入包括了主要的生產要素，例如勞動、資本（可以長期用於生產的要素例如工廠）、土地（包括自然資源），其他的投入包含了中間產品－亦即那些用於生產最後產品過程中使用的東西（例如生產汽車所需的鋼鐵）。
經濟效率指的是在特定的資源投入和技術下，一個經濟體生產輸出產品的效能。倘使同樣投入下產出提高，經濟學就稱此為效率提升，即「浪費」減少。帕累托效率指的就是當效率被提到「最高」的情形，在那種情況下，任何改變都將導致效率減低。

生產可能性曲線的例子

生產可能性曲線（PPF）是一種用以說明稀缺、成本和效率的方式，在最簡單的例子裡，一個經濟體只生產兩種財貨（比如，槍械對比麵包）。生產可能性曲線以圖表（如右圖所示），顯示出了在既定的投入和技術之下，於兩種財貨生產中取捨所會產生的不同產出。在圓弧上的點代表了可能的產出量，也就是說，若是一種產品生產多少、另一種產品就只能生產多少的情況。
稀缺指的是人們想要達成、但是現有情況和資源下無法達成的生產情況，亦即超出了生產可能性曲線圓弧的地方，例如圖中的X點。如果生產某產品的輸出增加，那麼生產另一項產品的輸出必然會減少，於是形成互相排斥的情況。這是因為生產某樣產品所需的投入會占用到生產另一樣產品的資源，也因此減少了另一樣產品的產出。生產一樣產品所帶來的另一樣產品輸出的減少，也被稱為「實際機會成本」。換句話說，如果右圖的情況下生產100單位的大炮，那麼機會成本就是生產100單位的黄油。PPF說明了在一個生產曲線上，選擇生產更多的一樣產品會導致另一樣產品的減少。在一個市場經濟下，隨著生產可能性曲線移動的經濟脈象，是因為對產品的需求改變而產生的。
生產可能性曲線的圓弧代表了某一種生產分配下最有效率的生產狀態，如果我們選擇在圓弧內的生產分配，例如圖中的A點，這雖然是可以達成的，但卻會造成生產的低效率（對投入使用的浪費），也就是說，這種分配並沒有達到最有生產力的點上。這種浪費的例子包括了如在景氣循環中高度的失業率、或者是一個國家的經濟政策阻撓生產者充分的利用他們的投入。隨著圓弧點進行的生產狀態並不一定是最有分配效率的（亦即帕累托效率），因為那仍然有可能與消費者的需求不一致。
實用經濟學理對於公共政策的研究大多聚焦於如何增進一個經濟的效率，找出如何調整社會組織以達成最有效的資源生產，被認為是「經濟學的本質」。

### 專精
專精是一種無論在經濟理論上和觀察上都已經被認定是經濟效率重要來源的現象，不同的個體和國家可能對生產各種產品和服務有不同的機會成本，舉例來說，某國或有比較多的高教育人才、而另一國或有更多森林和煤礦。專精理論指出，在機會成本差異存在時，生產各方可以透過分工來達成比較優勢，而使得生產一定產品的成本相對降低。要注意的是，就算某個國家在所有產品的投入和輸出效率上佔有絕對優勢，它仍然可以透過專精和與他國貿易，來達成更高的輸出總和。因此，即使是最有效率、最發達的國家，仍然可以與最沒效率、最落後的國家一同分工生產。
在觀察上，許多擁有類似科技水準和多元投入要素的高發展國家（例如西歐），仍然彼此保持大量的貿易來往，使得許多經濟學研究專注在經濟規模和聚集，以解釋在分工的狀況下，生產不同產品的國家是如何促成貿易各國的利益。專精理論可以套用在個體、農場、工廠、服務業、乃至經濟整體上。在這些生產體系裡，不同團體的專精和互動都可能存在著各自的分工，或者是透過不同資本或土地的投入達成類似的效果。以專精為例子，一個專精於高科技產品生產的已開發國家，可以與一個專精於較廉價勞動生產的國家進行交易，兩者之間機會成本的差異，會使得他們交易後得到更大的產出量。與他們閉門造車各自生產高科技和廉價勞動產品相比，兩者都可以從中獲利。
投入和產出的市場價格決定了分工的各方要如何分配生產的投入，廉價的投入會被用於較廉價的產出上，單在這個過程中，產出總合就有可能因為設計或附加價值而有所提升。這種生產上的分工造就了貿易利得的機會，使得資源的擁有人透過貿易把某種投入換成更為具有價值的產品，也因此而獲利。要衡量在貿易中獲得的利益，則是以衡量一個貿易所帶來的收入水準的增加。

### 供給與需求

供給與需求的模型解釋了產品的數量和需求間的互動。圖中解釋從D_{1}到D_{2}的需求移動，會連帶地使得產品的供給數量和價格提高，如此一來才能達到新的均衡點

價格和供給數量為觀察一個市場經濟裡生產產品最直接的切入點，供需理論解釋了價格如何調節產品的生產和消費。在個體經濟學裡，預設為完全競爭，即沒有其他買家或賣家有足夠市場力量單方設定價格。
在一個市場裡的財貨，「需求」指的是所有買家要以特定價格購買一單位產品時的互動因素，需求通常是以圖表方式形容價格和數量的需求（如右圖所示），需求理論指的是個體消費者如何理性的選擇某種數量的產品，這種情況也被稱為是「有限情況下的利益最大化」（一個人的財富和收入則是決定限制的主因）。利益於此，乃指個體消費者如何在眾多產品之間做取捨，而其取捨結果將令產品排序，並且以此進行購買。
需求定理，指的是在一般情況下，一個市場裡的需求的數量與價格成反比。也就是說，一個產品的價格越高，越少人會想進行購買（假設其他情況不變）。隨著一個產品的價格下降，消費者會更願意购買它，而不是其他較為昂貴的替代品。另外，因為價格下降而導致的購買力上升連帶使得消費者購買能力提高。其他的因素可能改變需求，舉例來說，收入的增加會使得對於正常物品的需求曲線向外擴張。在進行這種分析的時候，經濟學家假設其他的因素保持不變。
供給指的是一個產品的價格以及在那個價格下會出現在市場上的產品數量，供給也可以由圖表方式形容價格和數量。在這種模型下生產者（比如公司）被假設是在追求利潤的最大化，也就是說，他們會試著生產和提供市場的產品數量是他們認為會取得最大利潤的。供給通常被表達為價格和供給數量之間的關係（假設其他情況不變），換句話說，一個產品可以被販賣的價格越高，生產者便會越樂意提供這樣產品，如右圖所示。更高的價格使得生產這樣產品可以帶來更高利潤，如同需求曲線，供給曲線是可以移動的，比如生產要素的更動或技術的創新都會導致供給曲線的移動。需求定理指出，若是其他情況不變，價格的提高將會導致供給的提高，而價格的滑落將會導致供給的減少。在這種分析下經濟學家同樣是假設其他的條件維持不變，比如說替代品的價格、生產成本以及其他眾多會影響生產的因素，在分析時都假設是不變的。
市場均衡指的是當供給數量和需求數量達到平衡的時候，如同右圖裡所示兩條線的交叉點。當價格低於均衡時，產品的需求會開始高過供給，這會使得價格開始提高。而當價格超過均衡點時，對產品的供給會開始高過需求，於是使得價格降低。這種模型預估在任何供給和需求的曲線上，價格和供給會在一個可以使產品需求等同產品供給的價格上找到平衡點，同樣的，這個理論預估當供給或需求任何一方產生變動時，新的價格會產生以反映出新的平衡點。
對任何一種消費者產品來說，需求曲線的位置決定了一個產品的邊際效用，它決定了消費者要獲得一個產品所需要付出的代價。供給曲線上的點則代表了邊際成本，也就是對生產者來說提供一個產品需要付出的成本。在均衡點上的價格是由供給與需求所決定，而在完全競爭的假設下，供給與需求將會等同均衡點上的邊際成本和邊際效用。
而在市場的供給面，影響生產的因素則被稱為是生產變數，這些變數在短期內決定了產出的數量。有些投入變數可以被輕易更換，例如電力、原始資源、加班工作等等，其他的變數則比較難更換，例如工廠和機械或是重要的資深員工。在長期來說，所有的投入都可以透過管理加以更改。短期和長期的分別又構成了供給的價格彈性，也就是供給面如何應對供給或需求方的更動而產生新的價格均衡點。
邊際主義描述消費者如何在不同的財富和收入水準限制下達成對他們最有利的位置，而生產者也會在各自生產的限制下（如產品需求、科技、價格等等）試圖最大化他們的利益。對消費者來說，他們利益最大化的位置在於當一個產品的邊際效用相對於其價格達到零的時候，用簡單的方式形容，這時消費者就買到了市場上對他而言「最划算的產品」，而沒有比這個產品更為有價值的選擇存在。相對的，生產者則會比較他們生產一個產品的邊際成本與邊際收益（亦即最完美競爭者的價格），所產生的差異便是「邊際利潤」，當邊際利潤達到零時，他們就不會再繼續生產某個產品。市場邁向均衡的移動以及均衡點、價格、和供給數量的改變也是在「邊際」上進行，也就是說，他們的互動關係的改變都是相對的，而不是絕對的。
供給與需求理論的應用包含了伴著生產要素調整的收入分配，包含了勞動與資本在市場上的互動。在一個有競爭性的勞動市場下，在特定勞動價格（亦即工資水平）之下被雇用的勞工數量取決於對於勞動的需求（來自於生產者）以及勞動的供給（有多少人在找工作）。勞動經濟學檢視的是勞工與雇主之間透過這樣市場的互動，以此解釋工資和其他勞動收入、勞工流動性、失業、人力資本的產能、以及其他相關的公共政策的變動與特徵。
供給與需求是用來解釋完全競爭下的市場行為，然而，它仍然可以用來比較其他型態的市場。它也可以被用來解釋經濟體各層面的變因，舉例來說，這包含了總體經濟學下研究的國內生產毛額以及物價。經濟學家也可以透過供給與需求來說明要在何種特定條件下市場才能有效的分配資源。

### 公司
人們往往不會在市場上直接交易，而是透過公司進行工作和生產。最明顯的公司是企業、合夥、以及信託。依據罗纳德·科斯的說法，當透過公司生產的成本低於自行生產時，個體便會選擇透過公司生產。公司綜合了勞動和資本，並且可以達到比個人交易更高的規模經濟（也就是說，當生產一個產品單位的成本隨著生產數量的增加而降低時）。
在完全競爭的研究模型下，生產者眾多，而且對於市場價格都沒有決定性的影響。產業組織研究的則是當某些生產者的確擁有決定性影響時公司之間的競爭行為，它包含了對於市場以及公司之間的互動。常見的對於市場結構的分析除了完全競爭以外，還有壟斷性競爭、以及其他如寡占、双头垄断等情形。
管理經濟學是以個體經濟學角度研究公司或其他管理單位進行商業決策的過程，這門研究相當倚賴數據上的統計，比如對於運籌學的研究，以及其他統計方法例如在沒有完整資訊和確定性下的回歸分析。其研究的特色是對於商業決策最佳化的追求，包括了如何降低成本、最大化利益等，當然，這是假設在其他情況例如科技和市場需求不變的條件下。

### 不確定性和賽局理論
不確定性在經濟學上，是指對於未來收入或損失無法預測的本質，無論是否為風險。若是沒有了不確定性，個體的經濟行為就會完全脫離工作和收入的不確定性，金融和資本市場也會淪為單純的市場階段媒介，而通訊產業則會完全消失。由於不確定性的型態眾多，在經濟學上有許多方式用來代表不確定性以及經濟決策者對其的應對。
賽局理論為應用數學的分支，研究不同決策者之間的戰略互動，亦屬於不確定性。賽局理論提供了產業組織理論的數學根基，用以架構公司的各種行為，舉例來說，它可以用來研究寡占（很少賣家）的產業行為，也可以套用在工資談判、討價、契約立定和其他各種決策者數量少到他們會對彼此產生可見影響的情況上。賽局理論是一種行為經濟學非常頻繁使用的方法，它假設了個體們在至少有部分利益衝突的條件下，分別選擇對他們最有利的戰略。透過這種分析，它可以將個體尋求利益最大化的舉動用來研究例如供給與需求的模型，同時也考慮到資訊的不確定性。這門研究最早追溯至1944年约翰·冯·诺伊曼的理論。賽局理論對於眾多領域都產生影響，包括了核子戰略、倫理學、政治學、甚至是演化生物學。
風險厭惡也會在一個發達的經濟裡促使專門管理風險和提供風險資訊的產業，例如保險業市場、期貨交易、金融商品、金融經濟學、或純粹的金融市場便是針對風險而生的產業。這塊領域同時也研究金融市場和公司的資本結構、金融市場的效率和健康性、金融危機、以及政府對此的管制等等。
有一些市場組織也會因為不確定性而產生低效率，依據乔治·阿克洛夫的「檸檬市場」理論，這種低效率的典型例子之一是二手車市場。由於消費者不確定一台車是否是有潛在問題，他們往往會壓低了一台好的二手車的價格低於其實際品質。資訊不對稱使得賣家即使有這方面的資訊，也沒有動機告知買家。相同的保險業在這方面的問題則是逆向選擇，也就是說那些很容易冒風險的人（也因此最容易出事），往往是那些最傾向於投保的人，也因此導致了道德風險，使得保險反倒促使更冒險的行為。這些問題都可能造成保險成本的上升，也因此驅逐了部分原本可以從此服務獲利的人（不完整市場）。而且，若是試圖解決單一問題，例如強制所有人保險，那麼仍然不能解決、反而會創造出更多道德風險的問題。資訊經濟學便是對於這些問題的研究，這在許多領域如保險、契約法、机制设计、貨幣經濟學、以及健保上。可以應用的研究成果包括了解決或減少法律和市場上的風險的措施，比如說產品保固、政府規定的部分保險、資本重組或破產法、以及其他對於資訊透露的管理。

### 市場失靈

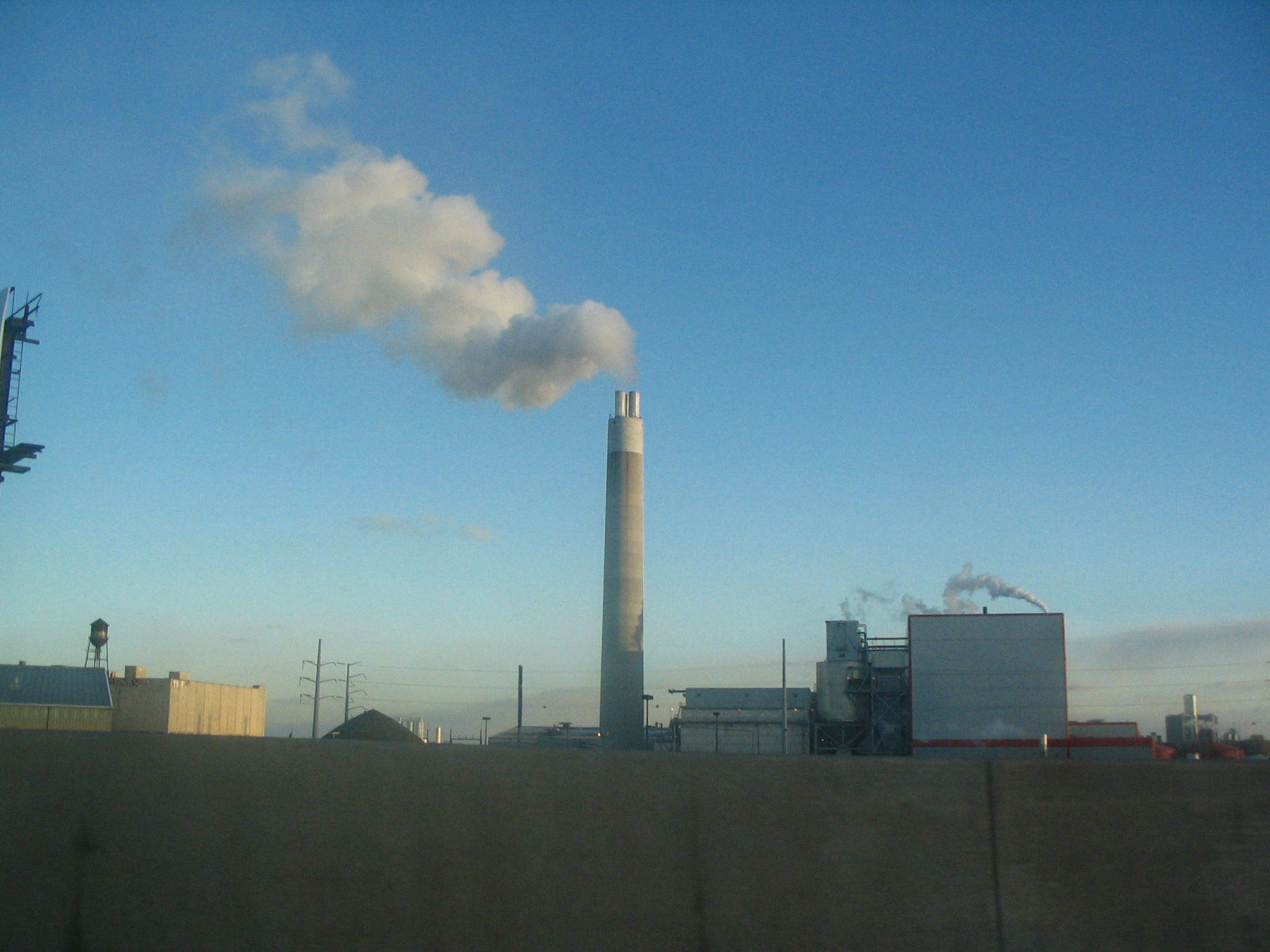
汙染常被當成是市場失靈（但也可能是政府失靈）的一種。如果生產者將生產成本藉由自然環境來付出，那麼就有可能扭曲價格，並且製造汙染。

「市場失靈」包括了許多不同的問題，許多這些問題可能與經濟學既有的假設互相衝突。儘管經濟學家對於市場失靈的定義有所差異，以下的分類經常被提出：
資訊不對稱和不完整市場可能會導致經濟的低效率，但這有可能透過市場、法律、或其他政策辦法加以修正。
自然壟斷或者稱為「技術上壟斷」是一種競爭失靈的極端例子。這種問題描述了既然生產一個產品時生產越多單一成本越低，那麼依此推斷每個產品最終應該只有一個生產者才是最有效率的。
公共物品依據市場失靈理論是一般市場是所缺乏供給的，這種失靈的最主要特色是人們可以使用公共物品而不必直接付費。
外部性指的則是市場價格所沒有反映出來的外部社會成本或利益。舉例來說，汙染會造成負面的外部性，而（政府付費的）教育則會創造正面外部性（如更高技術勞工）。政府經常向有製造負面外部性可能的經濟活動課稅或進行禁止，並且向正面外部性的受益者課稅以企圖矯正市場。另外，基本的供給與需求理論解釋了均衡的達成，但並沒有解釋達到供需均衡所需要花費的時間。
一些人則主張粘性价格證明數量而不是價格決定了供給與需求的短期改變，這也是許多總體經濟學裡對於景氣循環的標準研究。研究者通常聚焦於討論粘性价格的成因以及達到長期均衡的過程。有一些經濟學領域專注於對市場失靈的研究，比如公共經濟學便是研究政府以調節市場失靈為名對市場進行的干預。解決市場失靈的政策方式包括了根據成本收益分析立定的政府管理，或者提供市場誘因以進行改變，比如收取排放稅。
儘管如此，許多經濟學家的研究則提出質疑市場失靈的理論。例如公共選擇學派便提出了與市場失靈相反的例子－政府失靈，認為政治上的經濟干預和特殊利益才是導致市場失靈的主因。而奧地利經濟學派則更進一步，主張低效率的壟斷只有在政府主導之下才會形成，並且主張市場的低效率只有透過尋求利潤的企業家精神才能消除，而政府並不能做出正面影響。

### 公共產業
公共財政是研究政府公家機關如何進行預算和稅收的經濟學領域，研究的包含了稅制的制定（那些人在繳那些稅）、政府開支活動的成本效益分析、金融政策、政府對於經濟效率和收入分配的影響。公共選擇理論便是以個體經濟學角度研究公共產業的學派，分析各自尋求利益最大化的政治個體，例如政客、選民、官僚、和利益團體，以及他們在政治過程中的互動。
大部分的經濟學都是實證為主的，以描述和預測經濟現象為重點，而規範經濟學則研究經濟「應該是什麼」。福利經濟學便是規範經濟學的一種，以個體經濟學的角度分析收入分配的效率，並且以社會裡個體的經濟行為來衡量社會福利。

## 總體經濟學

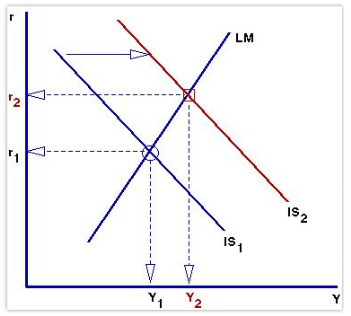
總體經濟學以從上而下的角度檢視經濟活動，比如IS-LM模型。政府采用扩张性财政政策时，国民收入水平Y的增加导致了IS曲线右移，理論上會帶來經濟成長。當然，這是假設通貨膨脹不存在的情況下

總體經濟學將經濟看作是一個整體，並且透過一般均衡理論用「從上而下」的角度檢視經濟的總和與互動。這些總和包括了對於一國經濟體的總投入與輸出、失業率、以及通貨膨脹，其他的小總和則包括了消費和投資總和等。總體經濟學也專注於研究貨幣政策和財政政策上。
自從1960年代以來，總體經濟學也被引進一些個體經濟學的劃分方式，例如分析個體的理性、效率市場假說、以及不完全競爭等，這些發展解決了部份對於這些領域的不一致性質疑。
總體經濟學同時考量影響成長和國家收入的因素，這些因素包括了資本累積、科技進步、以及勞動力的成長等。

### 增长

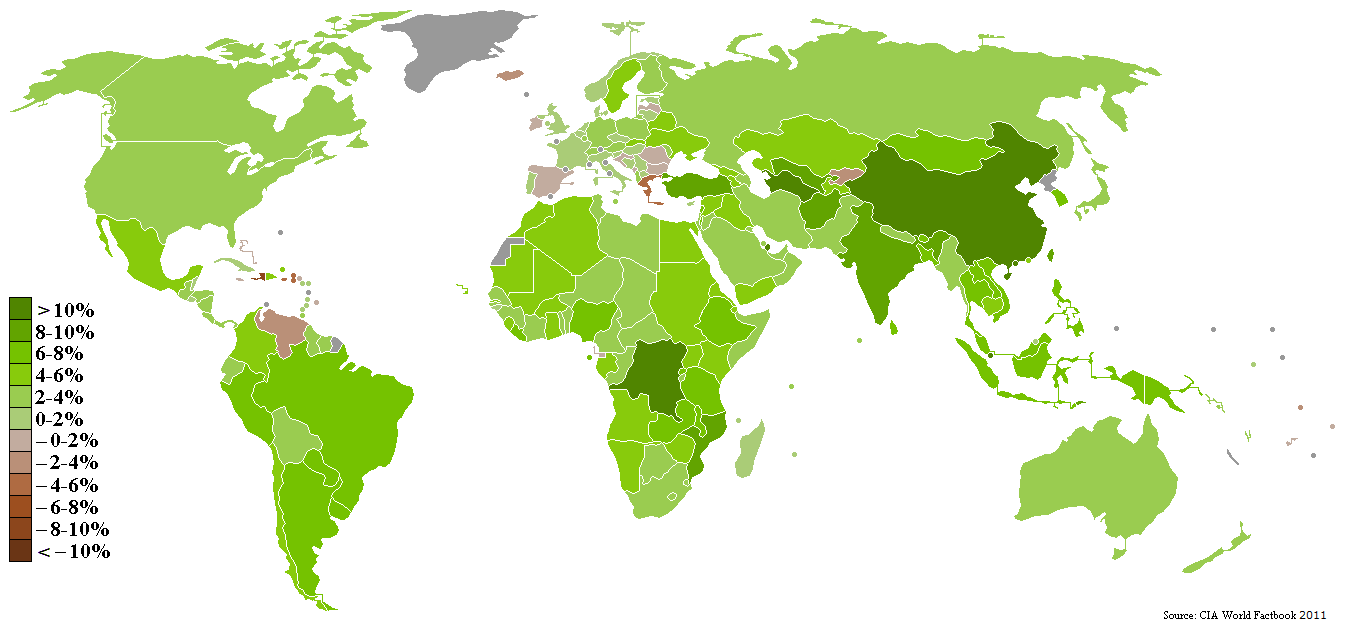
顯示世界各國GDP实际增长率的圖表。

发展經濟學研究的是造就經濟成長的因素，亦即一個國家人均生產輸出在長期的提高。同樣這個因素也被用來解釋各國之間存在的人均生產輸出的差異，尤其為何某些國家成長得比其他國家快、而為何某些貧窮國家的成長率比已開發國家高。
許多被廣泛研究的因素包括了投資的比例、人口成長、以及科技變革。這些研究包括了理論上和觀察上的形式（如同新古典主义经济增长模型）以及增长核算。

### 景氣循環
對於經濟蕭條的研究促使了總體經濟學的誕生。在1930年代的經濟大恐慌時，约翰·梅纳德·凯恩斯出版了《就业、利息和货币通论》一書，建構了凱恩斯主義的主要理論。凱恩斯認為在經濟蕭條時，對於產品的總需求可能有不足的現象，導致高失業率以及可能的產能流失。他於是認為應該增加政府在公共產業的活動，包括了以中央銀行實行擴張性的貨幣政策和財政政策以穩定景氣循環。也因此，凱恩斯主義的一大結論為，在某些情況下，市場本身並不能將產出和雇傭推到充分就業的程度。约翰·希克斯的IS-LM模型便是解釋凱恩斯理論的經典例子。
隨著時間發展，對於景氣循環的認知也逐漸增進並擴張到其他領域，大多是作為對凱恩斯理論的回應。新古典綜合學派便是綜合凱恩斯經濟學與新古典主義經濟學，認為凱恩斯主義雖然在短期上是正確的，但新古典主義則在中長期更有解釋說服力。新興古典經濟學派則從凱恩斯景氣循環理論中脫出，認為市場的蕭條是因為不完全資訊所造成的，持這種立場的包括了米爾頓·傅利曼對於消費的恆常所得假說以及小罗伯特·卢卡斯提出的「理性選擇」理論。
相較之下，新興凱恩斯學派則保留了對理性預期的假設，但將景氣循環歸咎於市場失靈上。新興凱恩斯學派認為價格和工資是有「黏性」的，亦即他們不會隨著經濟情況的變動而很快做出調整。也因此，新古典主義學派認為價格和工資會自動調整以達成充分就業，而新興凱恩斯學派則認為充分就業只有在長期上才會自動達成，也因此短期內必須要有政府和中央銀行介入。
另一方面，與凱恩斯學派對立的奧地利經濟學派則認為景氣循環是由於政府透過中央銀行釋出過多的借貸資金，因而導致資本借貸的過度容易，從而致使企業家的錯誤投資和資本的錯誤分配，因而形成信用泡沫。他們認為景氣循環裡的擴張期是對於資本的濫用期，而緊接而來的衰退期才是經濟復甦的開始。奧地利學派的理論不被凱恩斯學派或新古典主義學派所重視，然而在學界仍然有部分支持者。

### 失業
一個經濟體裡的失業人數可以由失業率來計算，亦即有多少勞工在積極的尋找工作，退休者、正接受教育者、或因為其他因素而放棄尋找工作者並不包含在失業者裡。失業可以依據幾種型態來分類，古典式失業指的是當工資太高因而導致雇主不願雇用更多勞工時，工資太高的原因可能是最低工資法規、或是工會的活動導致。依據古典式失業說法，摩擦性失業則是當市場有應對的工作存在，但在配對工作的過程中勞工所需要尋找和等待的時間。結構性失業則包含一系列導致失業的原因，比如勞工有的技能與市場需要的技能不同時。當一個經濟體的產業正進行大規模的轉變時，因為許多勞工既有的技能與新興產業不同，許多結構性失業便有可能發生。無論經濟體所處的情況，某些程度的失業都有可能持續存在，不過凱恩斯學派主張當經濟停止成長時，因為總需求不足所產生的週期性失業就有可能發生，奧肯法則便是對於失業率與經濟成長的觀察。原始的奧肯法則指出3%的經濟產出成長便會降低1%的失業率。

### 通貨膨脹和貨幣政策
在大多數市場經濟下，貨幣是一種用以作為交易媒介的工具。假設在沒有通貨膨脹的情況下，貨幣比起其他形式的交易媒介（例如貝殼、銀條、黃金）要更來的有價值穩定性、可切分性、簡便性、以及更流動的供給。貨幣包含了大眾持有的紙鈔和積蓄、以及銀行和政府具有的備用資金。貨幣就好比是像語言一般的社會媒介，其價值存在於與他人互動的功能上，若是沒有其他交易的對象，那麼再多的錢也等同廢紙。
作為一種交易媒介，貨幣讓交易變得更為容易，它使人們可以更簡單的估價產品和服務，同時也促使儲蓄的產生。與貨幣對比的是以物易物的交易方式，沒有了貨幣，便要以更困難的物質配對交易雙方的需求（比如蘋果交換書本）。由於貨幣的通用性，它使得交易的交易成本得以降低，如此一來生產者便可以輕易將產出換為市場通用的價值，而不需轉換必須進行二次交易的物品。
對一個經濟體而言，貨幣供給與總生產的面值和物價水準有密切關係，也因此，管理貨幣供給是貨幣政策的重要課題。

### 財政政策
凱恩斯學派認為政府應以財政政策調整總需求，主張當總需求低於經濟體存在的生產潛能時，這種沒有使用到的生產能力便形成產出浪費。依據這種說法，政府應透過增加財政支出（透過赤字支出、課稅、或是通貨膨脹）來鼓勵總需求成長，從而充份利用生產潛能。舉例來說，即使在沒有實際需要的情況下，政府也可以雇用失業勞工來興建高速公路，如此一來便會發揮他們的「生產潛能」。而這種支出也有乘數效應，亦即為應付擴張性財政政策而產生的商機構成了多出的經濟活動。
當然，這種理論是根基在沒有考慮到擠出效應的假設上。如果產出浪費並不存在，那經濟體便是以完全的產能在運作，這時如果政府介入增加財政支出，便會擠壓到民間產業的經濟活動，也因此不會產生經濟增長。支持擴張性財政者認為擠出效應只有在沒有產出浪費時才會出現，而反對的經濟學家認為這種效應是永遠存在的，並且指出李嘉图等价理論，他們主張政府借貸必然需要以未來的課稅增加來償還，而任何因為政府財政政策所引起的需求增長，都會因為民間為應付未來高稅率的儲蓄而被消除。

## 國際經濟學
國際經濟學研究國與國之間的貿易往來，並且研究國際貿易可以帶來的貿易利得，重要的政策研究包括了關稅以及貿易壁壘對於進出口和經濟成長的影響。國際金融學則是整體經濟學裡一門專門研究資本如何在各國之間流動的領域，並且研究匯率。國際貿易的增長、各國分工的增強和密集化是全球化重要的來源。
發展經濟學則是研究在發展程度相對落後的開發中國家，並且研究產業改變、貧窮、和經濟成長。與其他經濟學領域不同的是，發展經濟學經常結合社會與政治的議題作為考量。

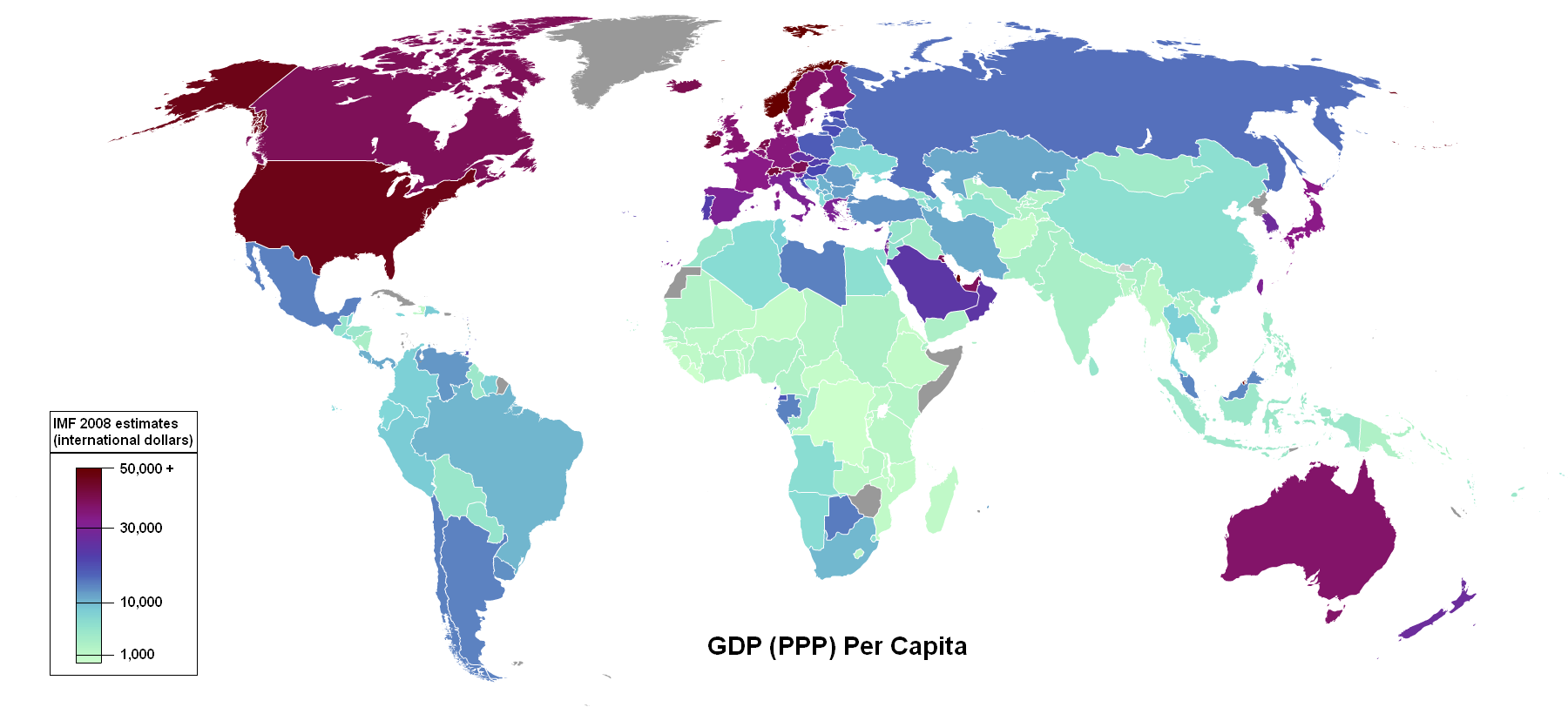
顯示世界各國人均国内生产总值的地圖。

經濟體系是經濟學裡研究各國經濟體系差異的領域，研究的重點包括了各國在經濟路線、發展策略、產權保護、以及經濟資源分配等指標上的差異。這門領域的研究是以一個「經濟體系」作為最基本的研究單位。
在當代經濟體系裡，經濟組織的兩大不同路線為社會主義體制和資本主義體制，一者是以國家統御經濟、另一者則是以自由市場來進行，而這兩者之間的中間路線為混合經濟。研究經濟體系與政治體制之間的互動，也被稱為政治經濟學，「經濟體系比較」指的則是衡量不同經濟體系之間的經濟行為和成長差異。

## 研究方法
當代的經濟學經常使用數學作為研究手段之一，經濟學家使用的研究工具包括了微積分、線性代數、統計學、賽局理論、以及電腦科學。學術界的經濟學家一般都有使用這些工具的基本能力，少數經濟學家則專注在數理經濟學和其他數學的方式。

### 理論
主流經濟學理論依靠的是先驗的經濟模型，並從中衍生眾多概念。這些經濟論述通常假設在「其他情況保持不變」之下，研究聚焦的變數是如何因應各種條件進行改變。當進行經濟學論述時，經濟學家重視的是尋找可以以最少觀察資訊來實證、最為明確表達、同時可以衍生出其他研究的理論。
在個體經濟學下，主要的研究概念為供給與需求、邊際主義、理性選擇理論、機會成本、預算線、效用、以及公司研究。而總體經濟學早期則聚焦於對於總體變因的模型建構，然而隨著時間發展，這種路線逐漸被淘汰，取而代之的研究則更注重於以個體基礎出發的總體研究。
個體經濟學的許多概念對總體經濟學的領域都起了重大影響，例如貨幣政策上，貨幣主義主張的貨幣數量論指出對貨幣的供給擴張會因為市場的理性預期而造成通貨膨脹。在發展經濟學中，已開發國家一般被預測會有比較小幅度的經濟成長，因為資本投資的邊際回收會隨著發展程度而開始下降，這種趨勢就在亞洲四小龍的發展上被觀察到。有時候這些經濟假說所主張的只是一種「定向」或「趨勢」，而非絕對的數據改變。
在近幾十年，賽局理論於社會科學領域的急速擴張也對經濟學產生巨大影響，透過例如納什均衡點作為研究經濟個體決策的基準，經濟學家可以在不依靠實際世界資料的情況下對許多領域做出分析和預測。標準的賽局理論經濟學論述通常先設計一個與現有經濟問題類似的「賽局」，經濟學家並以賽局裡的單方行為和多方互動來研究他們如何在不同規則下進行利益最大化。

### 觀察上的研究
經濟理論經常被用觀察上的方法加以驗證，通常是透過計量經濟學來檢視經濟數據。一般實體科學常見的封閉實驗在經濟學上是很難達成而且很少見的，也因此，經濟學家通常倚賴觀察既有資料的方式來測試他們的理論，雖然這樣觀察實驗的結果沒有封閉實驗來的準確、也比要容易被質疑。儘管如此，實驗經濟學是一門逐漸在成長的領域，而且對既有模型的觀察也在增加。
統計學的研究方法例如回歸分析也很常見，使用者用此方法來估計規模、經濟重要性、以及統計顯著性，藉此來提出假說、並且控制變因的影響。透過這種作法，一個假說有可能因此獲得支持，儘管其準確性仍然只是機率上的、而不是絕對的，判斷研究的標準則是依靠其可否證性以及證偽結果。由於實驗結果的不確定性，這些觀察研究並不一定要對其研究問題提出決定性的結論，甚至也不一定要提出主要的發現。在實用經濟學領域上，以線性規劃來進行投入-產出模型的研究相當常見，為了研究某種政策對各方面的影響，經濟學家常將大量資料交由電腦統計分析。
專業的同行評審和對於結果的重新生成也能進一步確保觀察實驗不會產生有偏見的、錯誤的、或輕率概化的結果，儘管經濟學許多研究領域都常被批評是無法重生研究結果的。如同純粹的理論，對於統計實驗的使用也會受到批判分析，儘管如此，在過去40年間，單純為批評其他研究結果的文章在如美國經濟評論的期刊上一直減少，這被認為是期刊試圖增加其引用數量的一種結果。
實驗經濟學也造就了許多以封閉式對照實驗為方法的研究，直接測試一般被視為真理的一些經濟學理論，這將傳統上經濟學與自然科學的區分給縮小了，例如最後通牒賽局的實驗結果便證實了人們會拒絕接受不平等的分配方式。
在行為經濟學上，心理學家丹尼尔·卡内曼與阿摩司·特沃斯基一起因為他們對於展望理論和認知偏差的發現而獲得2002年的諾貝爾經濟學獎，在神經經濟學上的觀察實驗也證實了類似結果。另外一個例子則是對照傳統的私利偏好假設與一個可以測試自私、利他、與合作傾向的模型。這些研究的進展使得一些人主張經濟學也是「真正的科學」的一部分。

### 職業
經濟學這一領域的專業化，反映在這個領域的研究所課程的成長上，並且被稱為是「經濟學自1900年來的重大改變」。大多數主要的大學和院校都有一個專精的經濟院所並頒發經濟學的學位，不論是在通識教育、商業或其他專業領域上，經濟學課程往往是必修的課程。
諾貝爾經濟學獎在每年會依據其專家評審頒發給對這個領域有重大貢獻的經濟學家。在私人企業，經濟學家通常擔任顧問的角色，尤其是在銀行業和金融業。經濟學家也替眾多政府部門服務，例如國庫、中央銀行、和統計組織。

### 相關領域
經濟學是社會科學的一門，同時也影響了眾多其他領域的學術發展，例如經濟地理學、經濟史、公共選擇理論、家庭經濟學、以及制度經濟學。
法律經濟學是一種以經濟理論角度切入研究法學的方式，包含了以經濟學解釋法律產生的經濟影響、研究法律是否有助或有害於經濟效益、以及預測未來經濟法走向。罗纳德·科斯在1961年的文章裡就曾主張，對於產權的良好保護可以克服市場的外部性。
政治經濟學是一門結合經濟學、法學、以及政治學的研究，針對在探討政治制度、政治環境、以及經濟體制（如資本主義或社會主義）之間的互動。政治經濟學研究的包含了如壟斷和尋租行為以及外部性與政府政策的關係。歷史學家有時會使用政治經濟學一詞來描述研究在歷史上有特定利益的個人或團體是如何利用政治手段來取得利益。
經濟學的社會學分支也透過經濟社會學發展出來，主要是根基在爱米尔·涂尔干、马克斯·韦伯、格奥尔格·齐美尔等人的作品上，用以分析經濟發展和經濟現象對於社會傳統的影響。重要的作品包括了马克斯·韦伯的《新教倫理與資本主義精神》格奥尔格·齐美尔的《貨幣哲學》等書。

## 歷史
對經濟學的研究最早可以追溯至美索不達米亞、古希臘、古羅馬、中國、波斯以及阿拉伯文明。14世紀之前知名的學者包括了亞里斯多德、考底利耶、湯瑪斯·阿奎那、伊本·赫勒敦等人。受到亞里斯多德寫作的啟發，阿奎那對其後代14至17世紀的經院哲學有許多貢獻，由經院哲學所衍生的薩拉曼卡學派也成為中世紀末第一個有系統性地以自然法研究貨幣、利息以及價值理論等經濟法則的經濟學派。

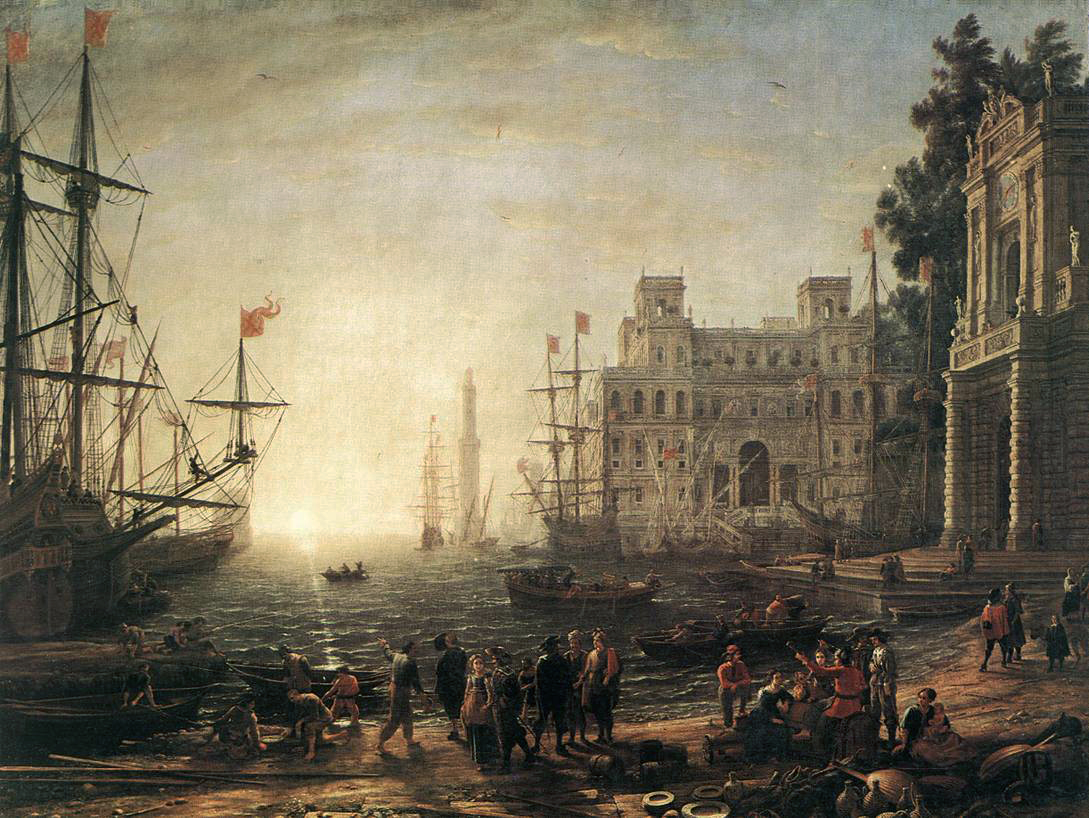
1638年的某法國港口，當時重商主義正盛行一時。

在文藝復興之後，經濟學的發展開始由重商主義和重農主義兩派所支配，這兩個學派都對歐洲經濟民族主義和現代資本主義的發展有相當影響。重商主義在16至18世紀盛行於一些商人和政客之間，主張一國之財富是靠著累積金銀而來的，而沒有天然金礦銀礦的國家則只能靠著出口產品並且限制進口金銀以外貨物來累積財富。重商主義主張進口便宜的原始資源以用來生產出口的貨物，並且以關稅防止來自國外產品的競爭。
重農主義則是一群18世紀的法國思想家組成，並認為經濟體是一個收入和產出不斷循環的圈圈，他們主張只有農業生產才能夠產出超過成本的價值，也因此農業是所有產業的根基。他們反對重商主義對製造業和出口的重視而忽略了農業。重農主義者並且主張淘汰耗費大量成本的稅金收取制度，改以地主的所得稅替代之。比起重商主義，重農主義者更支持自由放任的政策，認為政府不該干預經濟。
亞當·斯密（1723-1790）被認為是現代經濟學的開端，他對於當時的重商主義提出眾多批評，並認為重農主義儘管「並不完美」但仍然是更為接近經濟學真相的框架。

### 古典經濟學

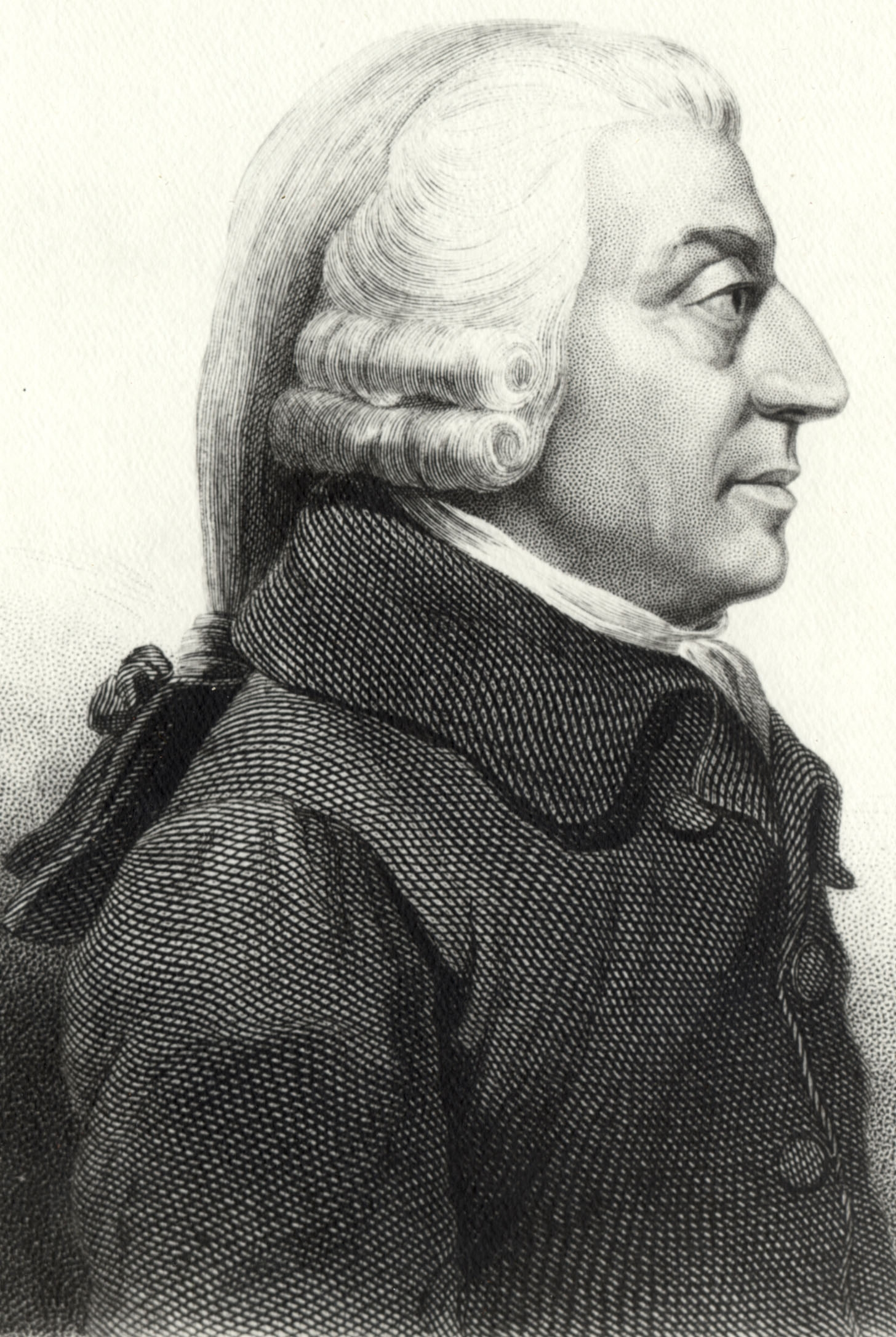
亞當·斯密寫下了《國富論》一書。

亞當·斯密在1776年出版的《國富論》一書被認為是「造就了經濟學誕生的起始點」，這本書將土地、勞動以及資本視為是生產的三大要素以及生產一國財富的來源，而拋棄了重農主義認為只有農業活動才有生產性的理論。
斯密討論了分工可以帶來的經濟好處，包括了勞動產能的上升以及貿易利得，無論是鄉村或是都市、或是不同國家之間都可以藉此獲利。他的理論認為分工的程度是由市場的需求所決定，這也成為了後代經濟學家對於公司和產業組織的主要理論來源。亞當·斯密提出了被廣泛認為是經濟學裡最重要的命題：亦即在競爭之下，資源的持有人（無論是勞動力、土地、還是資本）會尋求利益最大化的途徑，於是在均衡之下所有同一資源的持有人都會獲得相同的報酬（排除失業等因素外）。
斯密認為所有個體會利用他們持有的任何資本來增進其自身的利潤和福利而非「社會」的利益，這在後來被稱為是「經濟學上最重要的一段話」。斯密並且主張個體尋求利潤的動機是生產過程中所不可或缺的，他們獲得的利潤就代表了他們所生產出的價值。他這樣說道：
因此，由於每個個人都會盡力把他的資本用以支持並管理國內的產業，這些產業的生產於是便能達到最大的價值；每個個人也必然竭力的使社會的年收入盡量擴大。確實，他通常並沒有打算要促進公共的利益，也不知道他自己促進了這種利益至何種程度。由於寧願支持國內的產業而非國外的產業，他只是盤算著他自己的安全；他管理產業的方式在於使其生產的價值能夠最大化，他所盤算的也只是他自己的利益。在這些常見的情況下，經過一雙看不見的手的引導，他也同時促進了他原先無意達成的目標。並非出自本意並不代表就對社會有害。藉由追求他個人的利益，往往也使他更為有效地促進了這個社會的利益，而超出他原先的意料之外。我從來沒有聽說過有多少好事是由那些佯裝增進公共利益而干預貿易的人所達成的。
亞當·斯密提出的看不見的手的概念與他對於經濟發展和經濟成長的重視有密切關係，他認為經濟上的增長使得社會大眾可以進行更多更有價值的消費，這在他心目中才是「所有生產的唯一目的」。斯密並且以看不見的手來評論眾多的經濟學領域，包括了政府對於競爭、貿易的限制，以及銀行和利息，並提出他認為是「自由的既定體制」包括了國防、公平的司法制度、一些可以造福全社會的公共工程以及提供教育、道路、水壩等等。現代的經濟學教科書常把亞當·斯密的看不見的手作為解釋經濟學的最基本概念。
同時期的托馬斯·馬爾薩斯則利用報酬遞減來解釋生活水平，他預言人類人口會以幾何方式倍增、但糧食生產卻只會漸進的增加，如此一來有限的土地便會導致暴增的人口勞動力產能報酬遞減，於是便會導致生活水平大幅退步的人口過剩出現。馬爾薩斯並且質疑市場經濟的調節性能，批評市場本身無法達成完全就業，並且稱經濟體傾向於過度存款而導致消費不足，這一理論後來也被凱恩斯加以利用。
亞當·斯密注重在財富的生產上，而大衛·李嘉圖則注重在收入的分配。李嘉圖認為地主與資本和勞工之間必然會有衝突存在，他主張隨著人口的成長和生產增加，有限的土地必然會使得租金逐漸上漲，於是減低資本獲得的利潤、以及勞工的工資。李嘉圖是第一個提出了比較優勢的經濟學家，依據此理論，無論一國是否在生產上每個層面都比他國優越或落後，邊際的生產成本差異使得他們都可以從國際貿易過程中獲利。比較利益到今天一直被經濟學家認為是解釋貿易利得的最基本框架。
到了古典經濟學的末期，一些人開始對其假設提出質疑，比如約翰·斯圖爾特·密爾便提出市場分配收入的問題，他認為市場扮演了兩個主要的角色：資源的分配以及收入的分配。他認為市場在分配資源上可能是最有效的，但不一定可以最好的分配收入，於是產生社會介入的需要。

### 馬克思主義

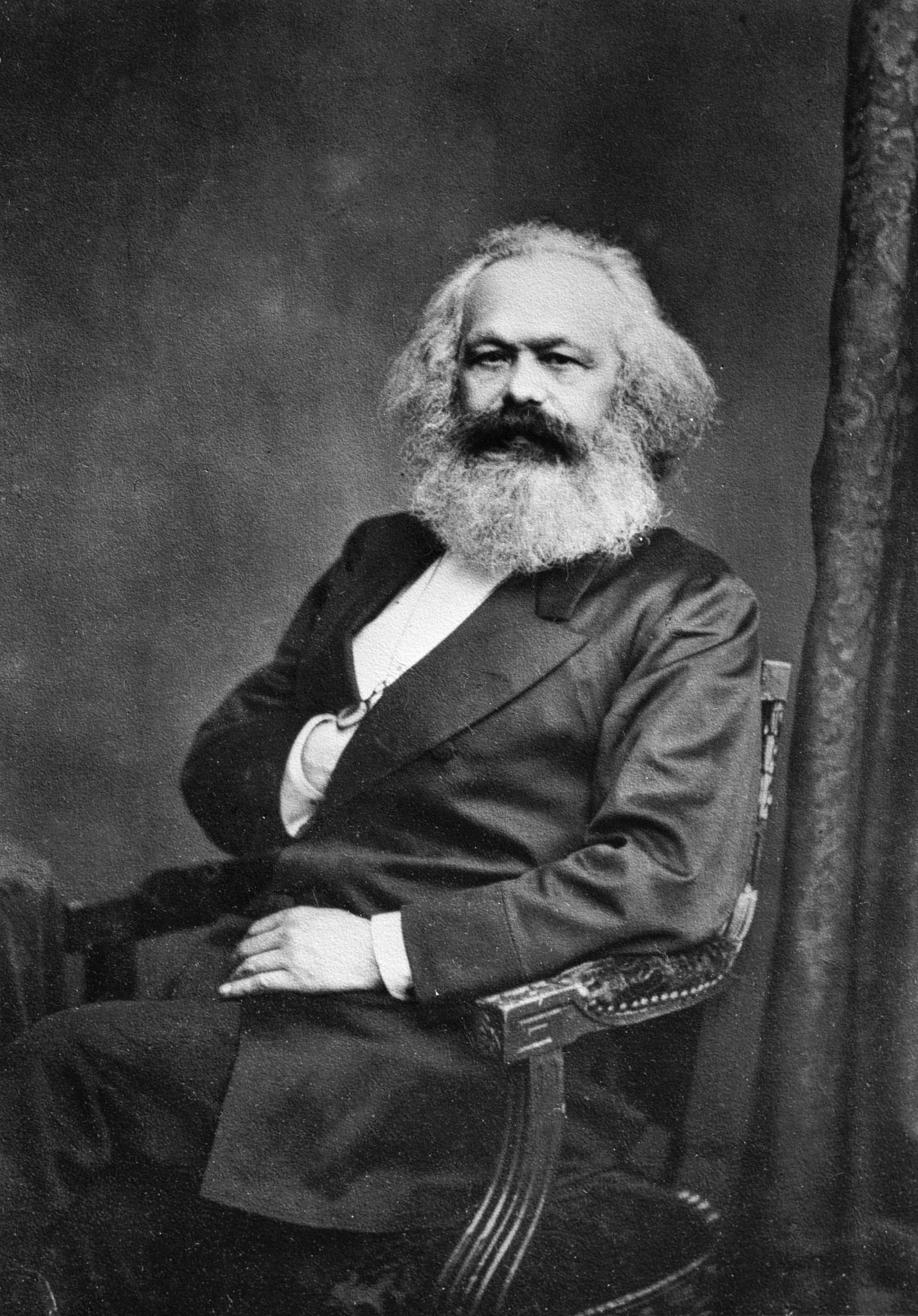
卡爾·馬克思提出了馬克思主義的經濟學理論。

價值理論是古典經濟學重要的一部分，亞當·斯密常被認為是提出一個產品的交換價值是由其勞動所決定的人，不過，斯密其實在這方面有所保留，比如他說：「所有東西的真正價值，取決於取得這樣東西的難度。」斯密認為除了工資以外的因素也影響了產品的價格。儘管如此，許多古典經濟學家開始以斯密為基礎提出了勞動價值理論，主張勞動是價值的主要或唯一來源。
馬克思主義經濟學是從古典經濟學裡衍生而出的，卡爾·馬克思提出了其理論的基本模型。馬克思在1867年出版了《資本論》一書，以勞動價值理論為基礎，主張資本主義的生產模式必然會產生剩餘價值，也就是資本對於勞工的剝削。依據勞動價值理論，一個產品的價值是由生產過程中所必需的社會勞動所決定的，而剩餘價值理論則主張勞工的工資只構成了產品價格裡的勞動力价格，即让劳动力再生产的部分，從此認為有剝削存在。

### 邊際革命
從1870年至1910年之間，一系列經濟學家開始對古典經濟學的假設提出挑戰，這一系列的變革後來被稱為是「邊際革命」。由英格兰的威廉姆·斯坦利·杰文斯、奥地利的卡尔·门格尔和瑞士的利昂·瓦尔拉斯所各自提出，邊際主義否定了古典經濟學的勞動價值理論，認為價值是由邊際效用而非勞動所決定的。邊際主義不但解決了古典經濟學所無法解釋的鑽石與水悖論，同時也促生了成為現代新古典經濟學骨架的主觀價值理論。
19世紀末的邊際革命是經濟學的一大分水嶺。古典經濟學重視的是社會活動間的因果關係，例如財富的生產和分配，以及透過政治經濟學分析不同政體下財富分配結構。隨著邊際效用概念的提出，對於生產和交易的研究得以從社會理論（如馬克思主義）中分離出來，而迈向“纯粹观察现象并提出假说”的研究路径。這種改變使得經濟學得以脫離受到價值判斷影響的規範經濟學，从以往的社会经济「應該怎麼樣」的問題，退回到纯粹研究現實经济「是什麼」，進而成為不具鲜明立场性和政治性的學問。

### 凯恩斯主义

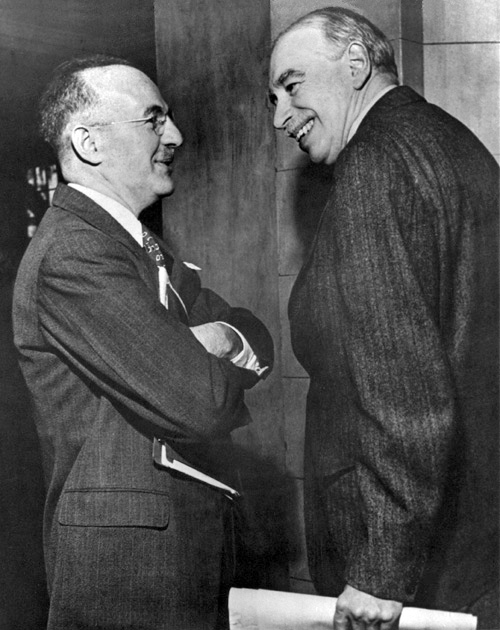
約翰·梅納德·凱因斯（右）是發展凱恩斯主義的主要人物

凯恩斯主义经济学發展自約翰·梅納德·凱因斯1936年出版的《就業、利息與貨幣的一般理論》一書，此書確立了總體經濟學一領域的獨立。凱恩斯在此書中研究許多在短期（亦即，長期的經濟均衡達到之前）影響總收入和生產的因素，他認為高度的失業可能會因為市場缺乏有效需求而無法自行調整，並且主張為了增加總需求，政府應該透過擴張性的財政政策來克服這種情況。在當時經濟大恐慌的環境下，凱恩斯的此一理論對經濟學界產生重大影響。
隨著時間發展，凱恩斯學派出現兩個分支。後凱恩斯學派注重於研究總體經濟學的彈性缺乏以及調整過程，另外他們在個體經濟學上則以實際世界的觀察例子來作為研究基礎，而非透過利益最大化的模型，該學派的主要人物有瓊·羅賓遜等人。
新興凱恩斯學派同樣也是衍生自原始的凱恩斯主義，此流派同意其他經濟學家利用利益最大化來解釋個體經濟學的模型，但提出了價格和工資黏性的理論，用以更新原始的凱恩斯主義，儘管他們對原始框架的支持已經轉變為強調其持續出現特徵，而不是堅持其存在的本質。

### 新古典主義
邊際革命促生了主導當代主流經濟學的新古典主義經濟學，阿爾弗雷德·馬歇爾提出了「經濟學」一詞來形容對於「經濟科學」的研究，用以對照之前的政治經濟學。這種轉變就有如在當時數學模型對於自然科學的影響。新古典主義經濟學將供給與需求作為分析市場均衡下價格和供給數量的模型，以此解釋產出以及收入的分配。比起古典經濟學，新古典主義重視的是市場的邊際需求。到了20世紀，新古典主義經濟學遠離了古典經濟學以基數作為分析個體之間生產關係和社會總和利益的方式。
在個體經濟學方面，新古典主義認為動機和機會成本構成了決策的最重要基準，例子之一是消費者理論分析價格（也就是成本）以及收入是如何影響需求的數量。而在總體經濟學上，與凱恩斯主義綜合的新古典綜合學派成為當今總體經濟學的主流。
新古典主義經濟學經常被稱為是「正統經濟學」，現代的主流經濟學教科書大多是以新古典主義為基礎，雖然在許多方面也有改動或是重視不同的領域，例如計量經濟學、賽局理論、對於市場失靈和不完全競爭的分析等。

### 芝加哥經濟學派

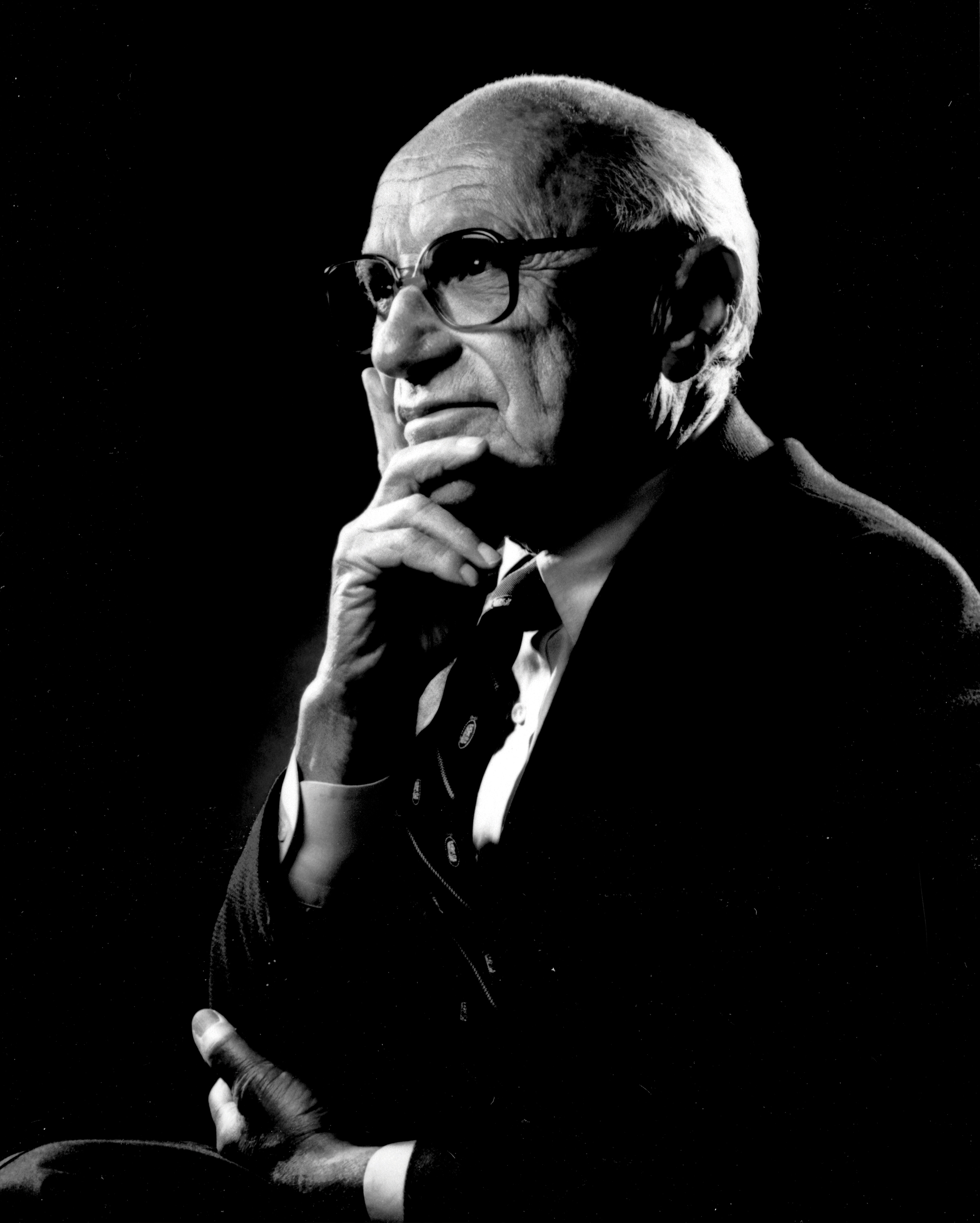
米爾頓·傅利曼是芝加哥學派最知名的經濟學家

1970年代出現的停滯性通貨膨脹直接挑戰了凱恩斯主義的基本假設。依據菲利普斯曲線，凱恩斯主義認為通貨膨脹會使得物價提高，由此帶動產業雇用更多勞工以增大產能，而更高的雇用度則會帶動需求面。然而，在1970至1980年代同時出現了通貨膨脹和高失業率，這使得原先支配總體經濟學的凱恩斯主義開始備受質疑。
在這種背景下，芝加哥經濟學派和其衍生的貨幣主義開始挑戰凱恩斯主義。依據該學派的米爾頓·傅利曼等人的說法，市場經濟在貨幣供給持平（亦即，沒有過多的膨脹或緊縮）的條件下，可以自行調整供需。依據這種理論，政府的角色是透過中央銀行，調控在經濟體中流通的貨幣數量，除此之外，不需要干預自由市場的活動。芝加哥學派以及後來小罗伯特·卢卡斯提出的理性預期理論，大幅度取代了凱恩斯主義在總體經濟學的支配地位。前美國聯邦準備理事會主席本·伯南克便是支持傅利曼解釋景氣循環說法的經濟學家之一。當代的主流經濟學經常被二分為美國東海岸與西海岸大學代表的鹹水學派與芝加哥等內地大學代表的淡水學派。
米爾頓·傅利曼基本上採納了許多亞當·斯密和其他古典經濟學家提出的個體經濟學概念並且將之現代化，比如他在1970年曾主張一個企業的社會責任是要「在自由市場的競爭下，努力利用既有資源進行可以最大化利潤的商業活動」，這一說法與亞當·斯密認為市場通過私利可以最好達成社會總利益的看法一致。

### 其他學派
一些在主流經濟學以外的經濟學派和研究方式也對經濟學領域有重大和持續的影響，比如奧地利經濟學派、洛桑學派、後凱恩斯學派、斯德哥爾摩學派等。與新古典主義經濟學平行發展的奧地利經濟學派，便是衍生自邊際革命的重要人物卡爾·門格爾的理論，而其許多研究框架也與主流經濟學有高度重疊。
在總體經濟學上有顯著討論而自成一派的還包括了如新興古典經濟學派和供給面學派等。除此之外，一些比較不受主流經濟學討論的研究包括了生態經濟學、制度經濟學、演化經濟學、依附理论（国际政治经济学）等。

## 對經濟學的質疑

### 一般的批評
19世紀維多利亞時代歷史學家托马斯·卡莱尔曾諷刺的稱經濟學為「憂鬱的科學」。一些經濟學家如約翰·斯圖爾特·密爾和里昂·瓦爾拉斯則認為對經濟學的研究不該與其產出的分配混為一談，他們認為後者所牽涉的「社會經濟學」是屬於政治學的領域。
在《國富論》一書中，亞當·斯密大力抨擊那些他認為是依賴政治權力來影響市場運作的個人或團體，在斯密的年代這些人通常被稱為「派系」，今天則是我們所熟知的利益團體例如政黨、銀行、公司、工會等等。作為社會科學的一部分，經濟學研究應該要獨立於政府政策或其他決策團體的影響之外，然而，政策制定者和政治人物經常以特定經濟學的理論或說詞來正當化他們推動的政治議程，許多時候往往脫離他們公職的負責領域。經濟學理論在實踐上與政治不可避免的密切關連經常被拿來做為批評的對象，批評者往往將經濟學作為一個學術領域的角色與特定議題或價值觀混為一談。儘管如此，經濟學對於政府經濟政策的形成是理所當然有影響力的，而且在某種程度上可以說是政治經濟學的分支。許多學術界的期刊經常探討經濟學者之間對於某種政策的共識或主流立場為何，希望以此增加專業意見在政治決策上的角色。事實上，當今的主流經濟學界與一些普遍存在政治討論的看法往往抱持截然不同的立場，舉例來說，貿易保護主義在大眾輿論和政客之間普遍流傳，然而經濟學家卻一面倒的認為自由貿易才是增進社會整體利益的方式
。依據美國經濟學會的調查，美國經濟學家之間已達成明顯共識的議題包含了支持自由貿易、支持沃爾瑪等大型連鎖店商業自由、反對政府強制雇主提供勞工健保、允許商業化的器官轉移、開放賭場、反對補貼生物燃料等等。
其他議題例如中央銀行的獨立運行以及政府在透過中央銀行影響財政政策和貨幣政策上的做法，乃至總體經濟學上的眾多政策，也經常是爭議的焦點和對於主流經濟學批評的來源。而一些學者例如Deirdre McCloskey則提出許多透過數據觀察進行的經濟學實證研究在方法或結果上都有問題，此點批評在經濟學界受到不少重視，不過，也有某些依賴先驗而拋棄實證觀察作為研究方法的經濟學者和學派存在，例如奧地利經濟學派便是一例。
一些人則責怪經濟學家無法準確預言未來的經濟走向或經濟危機的到來，舉例來說，在2007年－2013年环球金融危机便引發許多人批評主流經濟學的教科書與現實脫離。國際貨幣基金組織在2002便曾發表他們對一群經濟學家調查他們對未來經濟蕭條的預測結果，提出97%在1990年代受調查的經濟學家沒有成功預測未來一年的經濟緊縮，而即使成功預測的人，也經常低估了緊縮的嚴重性。

### 質疑
經濟學長久來持續被質疑是依靠不實際的、無法驗證的、或是過度簡化的假說來做為理論依據，質疑者主張這種簡化過程免除了經濟學家提出結論所要舉出的證據。經常被質疑的假說例如利潤最大化、理性選擇等等。不過，資訊經濟學包含的就是這方面以數學研究和行為經濟學來研究個體在利潤最大化以外的行為。另外一些主流的經濟學家例如凱恩斯也曾觀察到大部分的經濟學領域都是透過概念上的而非數據上的證據來建立，也因此無法像其他自然科學一樣透過數據來驗證。
近年來，批評新古典主義經濟學的女性主義者也開始浮現，促使了女性主義經濟學的誕生。女性主義經濟學批評經濟學一般對於實證和客觀的假設，認為現有的模型和方法只反映出男性社會的偏好。女性主義經濟學經常提出的批評包括經濟學忽視家庭主婦的家事勞動價值、家庭的經濟掌管和收支。
一些從物理學角度出發的科學家則批評經濟學依靠的是19世紀的物理學假設，例如尼可拉斯·喬治斯古羅簡便從熱力學裡提出了與能源經濟學有關的熵理論，以區別他認為主流經濟學依據在牛頓物理學上所建構的理論框架。他的理論對於熱力經濟學和生態經濟學有相當的影響。
一些人例如納西姆·尼可拉斯·塔雷伯則批評經濟學的理論方式，認為經濟學過度倚賴帕累托的理型論研究模型，並主張經濟學理論錯誤的結果可能會對人類整體造成龐大災害，他以隨機性和不確定性問題來質疑許多既有的經濟模型。然而如同其他的批評，並非所有經濟學家倚賴的都是新古典經濟學的模型和假設。而一些經濟學家也正視了塔雷伯提出的問題，例如諾貝爾經濟學獎得主丹尼爾·卡內曼便對塔雷伯的理論讚譽有嘉。而儘管這些批評的存在，主流的經濟學研究所課程已經發展得越來越趨向於技術化和數學化的研究方式。

## 外部連結
一般資訊
- 中的“經濟學”
- 網路上的經濟學期刊 （页面存档备份，存于）
- Economics （页面存档备份，存于） 大英百科有關經濟學的條目
- 經濟學家資源 （页面存档备份，存于）: 美國經濟學會維持的資料庫

機構和組織
- 世界各地的經濟學系所、部門、和研究中心 （页面存档备份，存于）
- (OECD) Statistics （页面存档备份，存于） 經濟合作與發展組織發表的各國經濟數據
- United Nations Statistics Division （页面存档备份，存于） 聯合國經濟數據資料
- World Bank Data （页面存档备份，存于） 世界銀行經濟資料

學習資源
- Social Science Research Network （页面存档备份，存于） 經濟學研究發表特別突出的社會科學研究網路
- MERLOT Learning Materials: Economics （页面存档备份，存于） 美國的經濟學資源網站
- 麻省理工「開放式課程」經濟學首頁 （页面存档备份，存于） 麻省理工學院的開放式經濟學課程
- 麻省理工「開放式課程」經濟學首頁 中文版本
- Online Learning and Teaching Materials （页面存档备份，存于） 英國的經濟學線上學習資料庫
- The Library of Economics and Liberty (Econlib) （页面存档备份，存于） 經濟學和自由圖書館
- Mercatus Center at George Mason University （页面存档备份，存于） 喬治梅森大學的市場研究中心
- 經濟學 （页面存档备份，存于） 台湾word

## 延伸閱讀
- 經濟學家的魔鬼式思考 | 4THINK （页面存档备份，存于）
- McCann, Charles Robert, Jr., 2003. The Elgar Dictionary of Economic Quotations, Edward Elgar. Preview （页面存档备份，存于）.
- Pokrovskii, Vladimir N. (2011) Econodynamics. The Theory of Social Production （页面存档备份，存于）, Springer, Berlin.
- Fabian Lindner, Investment: Accounting as an indispensable guide to economic theory Institut für Makroökonomie und Konjunkturforschung （页面存档备份，存于）